# Carrer Sant Pau (Figueres)
|  | Per a altres significats, vegeu «Carrer Sant Pau (desambiguació)». |

Carrer Sant Pau és un carrer cèntric del municipi de Figueres (Alt Empordà). Tant el conjunt del carrer com diversos edificis formen part de l'Inventari del Patrimoni Arquitectònic de Catalunya.

## Conjunt del carrer
El conjunt dels números 17, 18, 31, 33 i 39 del carrer Sant Pau està protegit com a bé cultural d'interès local. Continuïtat amb l'espai de la Rambla. Qualitat física i arquitectònica de l'edificació similar a altres prolongacions. Les característiques comunes i majoritàries de l'edificació corresponents en gran part al darrer terç del segle xix i primer del XX. La pauta regular de la disposició en eixos d'obertures verticals amb mides i volades decreixents d'acord amb l'alçada. el tractament plàstic dels punts singulars de les façanes: emmarcaments, encintats, motlluracions, cornises, baranes de terrats, etc.

## Número 23
L'edifici del número 23 del carrer Sant Pau està protegit com a bé cultural d'interès local. És un edifici al centre històric de la ciutat a prop de La Rambla i del teatre municipal. La casa ha estat restaurada recentment, principalment la planta baixa que presenta dos locals comercials a la dreta de la porta d'accés a l'edifici que mantenen un arc escarser a la zona a on es troba el rètol del comerç. A l'altra banda de la porta hi ha un altre local que no ha mantingut res de la seva antiga fesomia. Els dos pisos en alçada, presenten dos balcons amb finestra emmarcada, dues finestres i un altre balcó igual que els anteriors. Petita cornisa i terrassa. Per comparació sabem que és obra d'un mestre d'obres contemporani a Roca i Bros.

## Número 34
L'edifici del número 34 del carrer Sant Pau està protegit com a bé cultural d'interès local. Edifici entre mitgeres situat a cent metres de la Rambla. És una casa de planta baixa i un pis amb una terrassa com a coberta, i de planta rectangular. Totes dues plantes tenen tres obertures, cadascuna de les quals amb un guardapols molt marcat i esglaonat. Al primer pis també destaca la balconada correguda, amb la barana de ferro forjat, decorada amb decoració floral. També és de ferro forjat la barana de la terrassa. Entre les obertures del primer pis i la terrassa, hi ha un fals voladís amb teules verdes a la part superior, que serveix com a element ornamental. Aquestes teules es repeteixen a la part més alta de la façana, a sobre dels merlets la funció dels quals és decorativa.

## Número 77
L'edifici del número 77 del carrer Sant Pau forma part de l'Inventari del Patrimoni Arquitectònic de Catalunya. Edifici entre mitgeres situat a cent metres de la presó. És un edifici de planta baixa i dos pisos, amb coberta terrassada. La planta baixa està totalment carreuada, a diferència dels dos pisos superiors, que estan pintats d'un color groguenc. Les obertures dels tres pisos són rectangulars però estan emmarcades per una motllura trapezoïdal, amb un guardapols molt marcat en forma de V, amb un relleu que representa un cercle amb dues ales. A la planta baixa a dins d'aquest cercle, trobem les inicials P-M.

## Galeria d'imatges

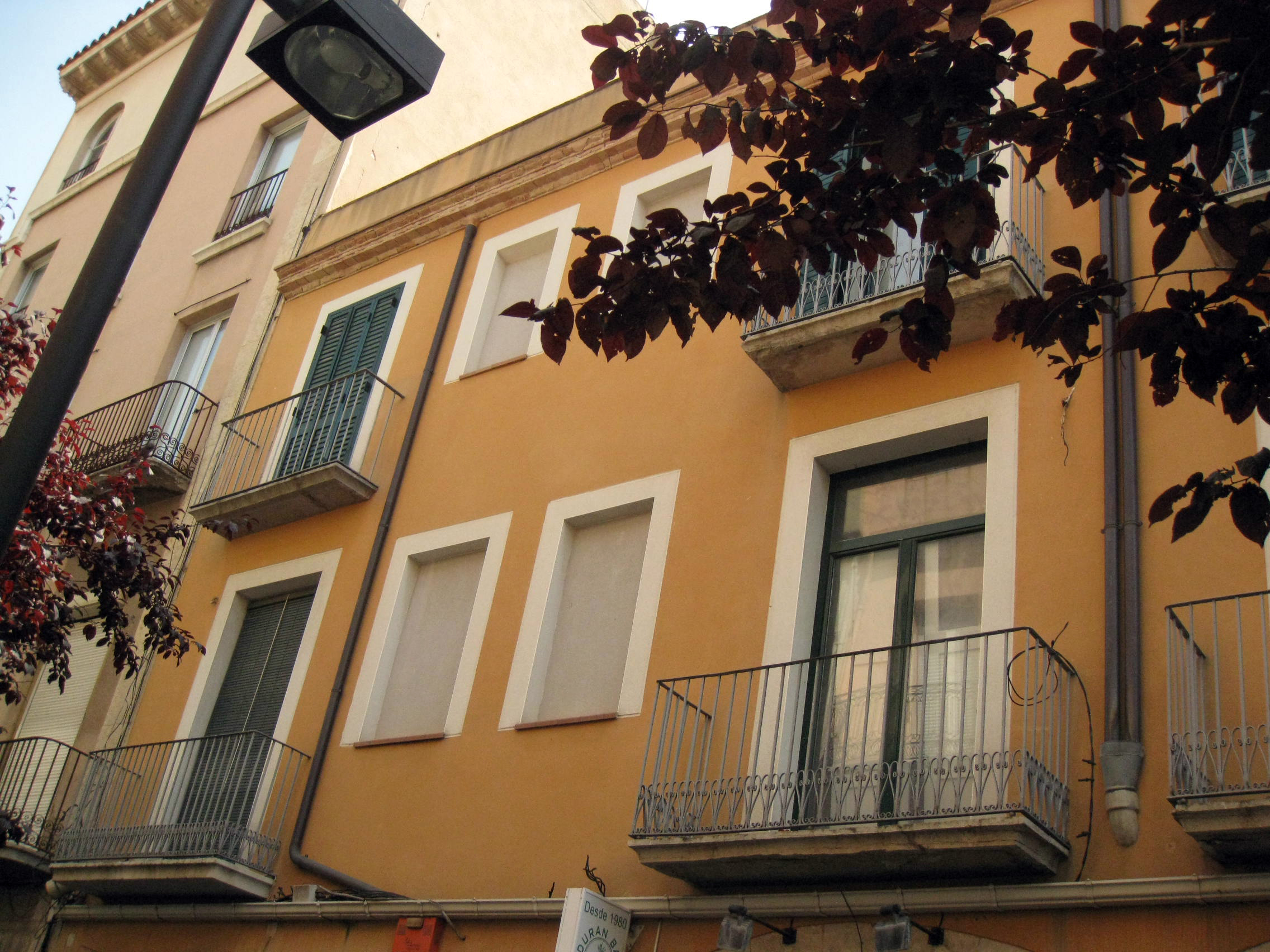
Número 23 del carrer Sant Pau
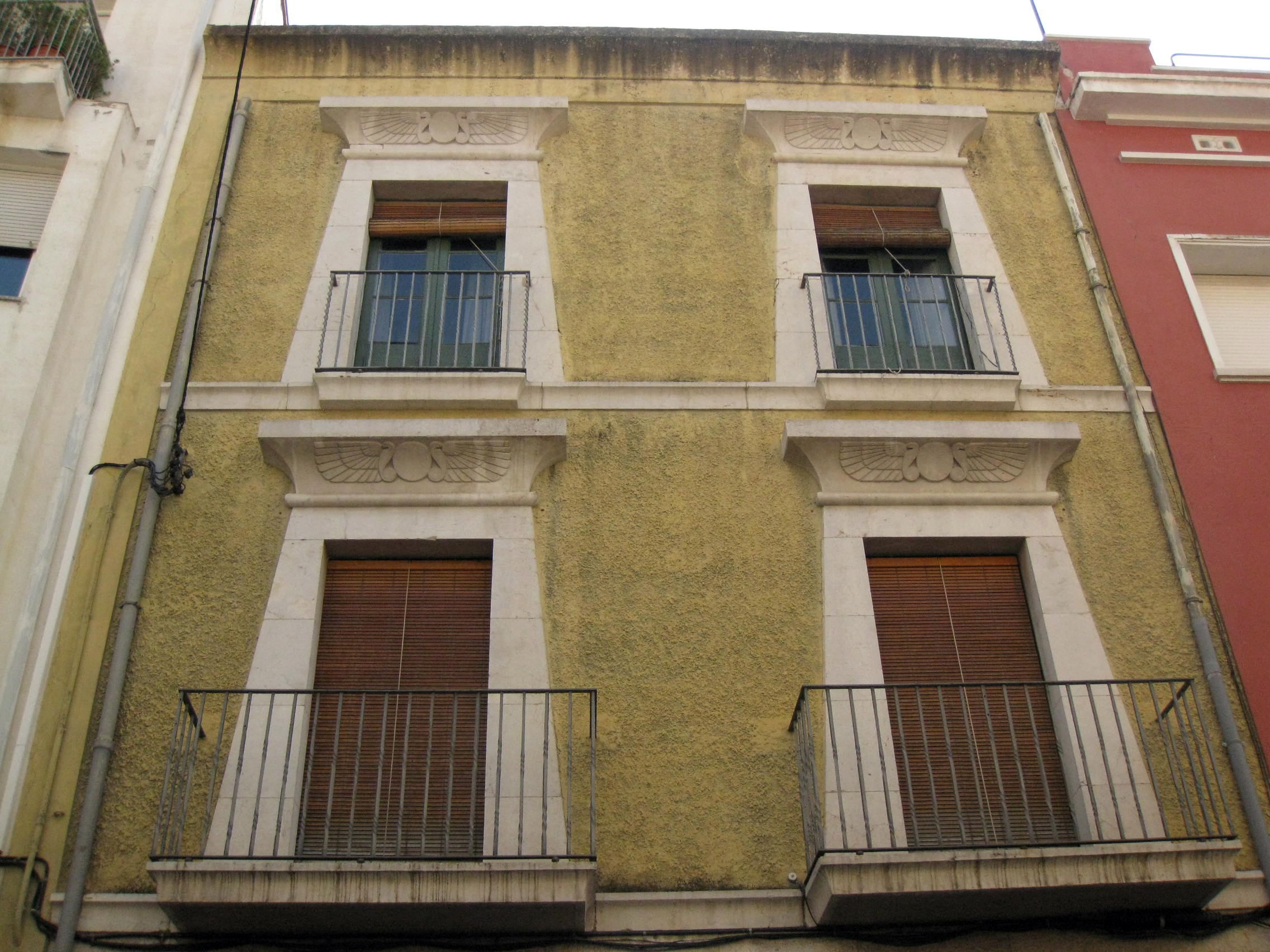
Número 77 del carrer Sant Pau
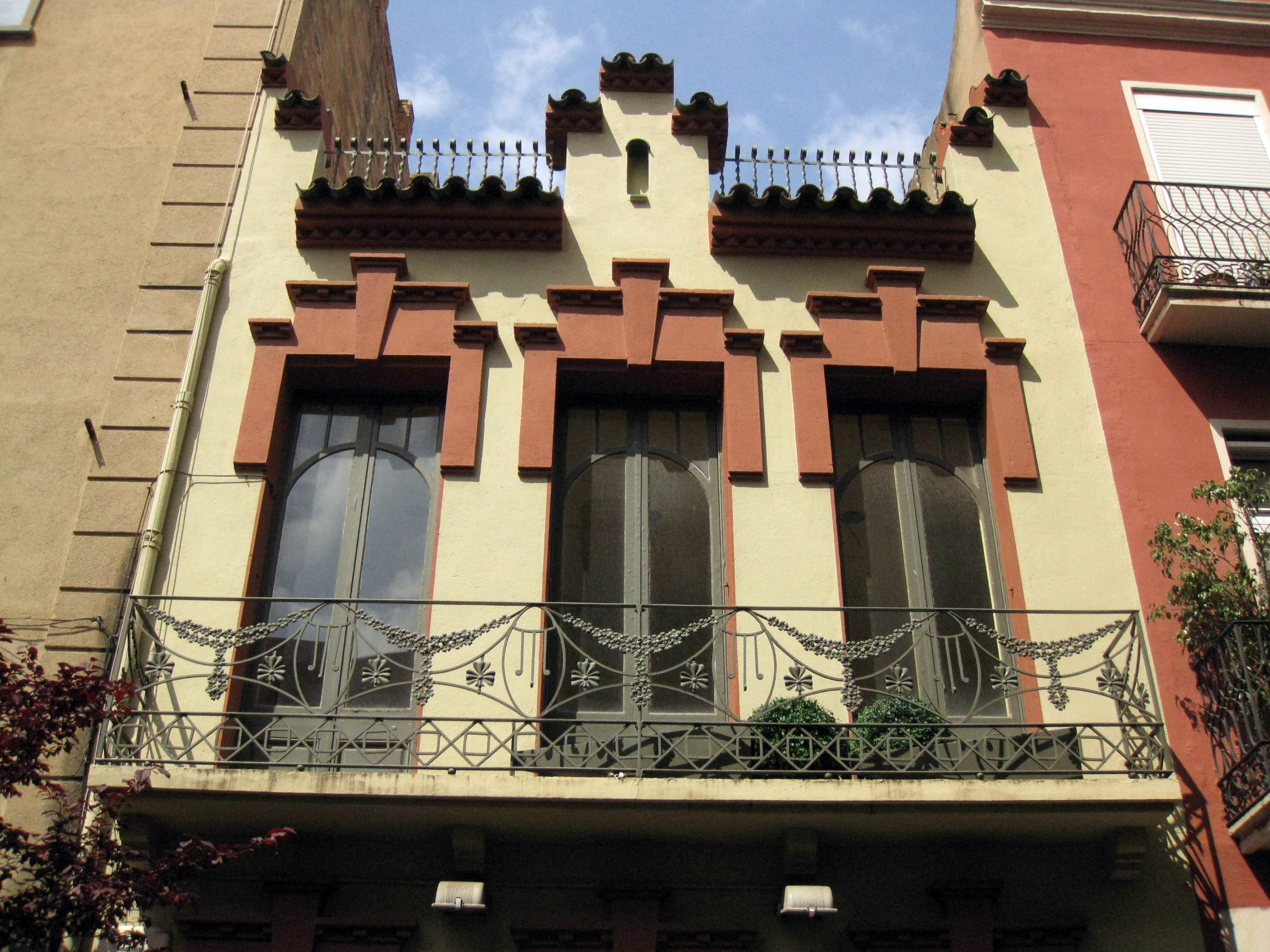
Número 34 del carrer Sant Pau